# Jorge Talavera
Jorge Enrique Talavera Chávez (Lima, 31 dicembre 1963) è un ex calciatore peruviano, di ruolo difensore.

## Carriera

### Club
Ha trascorso tutta la carriera nel campionato peruviano.

### Nazionale
Ha collezionato 6 presenze con la maglia della Nazionale.